# Just Got Paid (Sigala, Ella Eyre e Meghan Trainor)
Just Got Paid è un singolo del DJ e produttore britannico Sigala, della cantante britannica Ella Eyre e della cantautrice statunitense Meghan Trainor, pubblicato il 7 settembre 2018 come decimo estratto dal primo album in studio di Sigala Brighter Days.
Il singolo ha visto la collaborazione del rapper statunitense French Montana. Nell'estate del 2019 è stata la sigla di La sai l'ultima? - Digital Edition, storica gara di barzellette di Canale 5, condotta da Ezio Greggio.

## Tracce
Download digitale
1. Just Got Paid – 3:28 (Sigala, Ella Eyre & Meghan Trainor feat. French Montana)